# Silba virescens
Silba virescens är en tvåvingeart som beskrevs av Macquart 1851. Silba virescens ingår i släktet Silba och familjen stjärtflugor. Inga underarter finns listade i Catalogue of Life.